# Barbara Simon (Archivarin)
Barbara Simon (* im 20. Jahrhundert) ist eine deutsche Archivarin. Sie war Leiterin des Archivs des Niedersächsischen Landtags.

## Leben
Barbara Simon studierte Klassische Archäologie an der Universität Heidelberg, wo sie 1990/91 mit einer Dissertation über die Selbstdarstellungen des römischen Kaisers Augustus auf seinen Münzprägungen und seiner Schrift res gestae divi Augusti promoviert wurde. 
Sie wurde Archivarin am Niedersächsischen Landtag und zeichnete für die vom Präsidenten des Niedersächsischen Landtags herausgegebene Publikation Abgeordnete in Niedersachsen 1946–1994. Biographisches Handbuch „allein verantwortlich.“

## Schriften (Auswahl)
- Die Selbstdarstellung des Augustus in der Münzprägung und in den Res gestae (= Schriftenreihe Antiquates, Bd. 4), Kovač, Hamburg 1993, ISBN 3-86064-047-X
- mit Klaudia Grote: Unsere Familiengeschichte erforschen und dokumentieren. Mit Sonderkapitel „Meine Lebensgeschichte“,  Falken Verlag, Niedernhausen/Taunus 1995, ISBN 3-8068-1579-8
- Abgeordnete in Niedersachsen 1946–1994. Biographisches Handbuch, hrsg. vom Präsidenten des Niedersächsischen Landtages, Niedersächsischer Landtag, Hannover 1996
- Frauen im Niedersächsischen Landtag – 90 Jahre Frauenwahlrecht in Deutschland; Ausstellung des Landtages anlässlich des 90-jährigen Bestehens des Frauenwahlrechts in Deutschland [11.–28. November 2008], zusammengestellt vom Archiv des Niedersächsischen Landtages, Niedersächsischer Landtag, Hannover 2008